# (1632) Sieböhme
(1632) Sieböhme ist ein Asteroid des Hauptgürtels, der am 26. Februar 1941 vom deutschen Astronomen Karl Wilhelm Reinmuth in Heidelberg entdeckt wurde.
Der Asteroid ist dem deutschen Astronomen Siegfried Böhme gewidmet.